# Салінас (Аліканте)
Салінас (ісп. Salinas) — муніципалітет в Іспанії, у складі автономної спільноти Валенсія, у провінції Аліканте. Населення — 1678 осіб (2022).

## Географія
Муніципалітет розташований на відстані близько 320 км на південний схід від Мадрида, 42 км на північний захід від Аліканте.

## Демографія
Динаміка населення (INE ):

## Галерея зображень

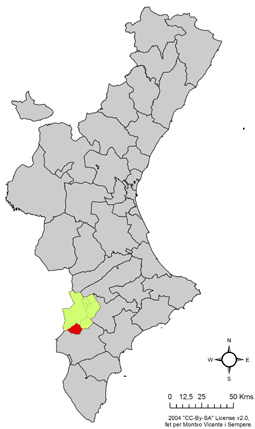
Розташування муніципалітету Салінас у автономній спільноті Валенсія
Розташування муніципалітету Салінас у комарці Альто-Віналопо
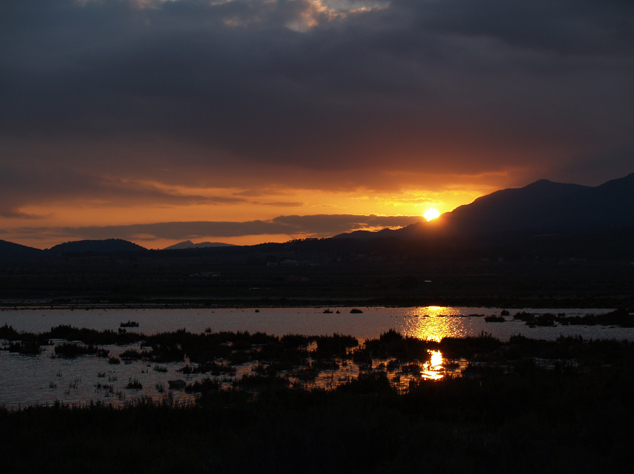
Лагуна-де-Салінас увечері
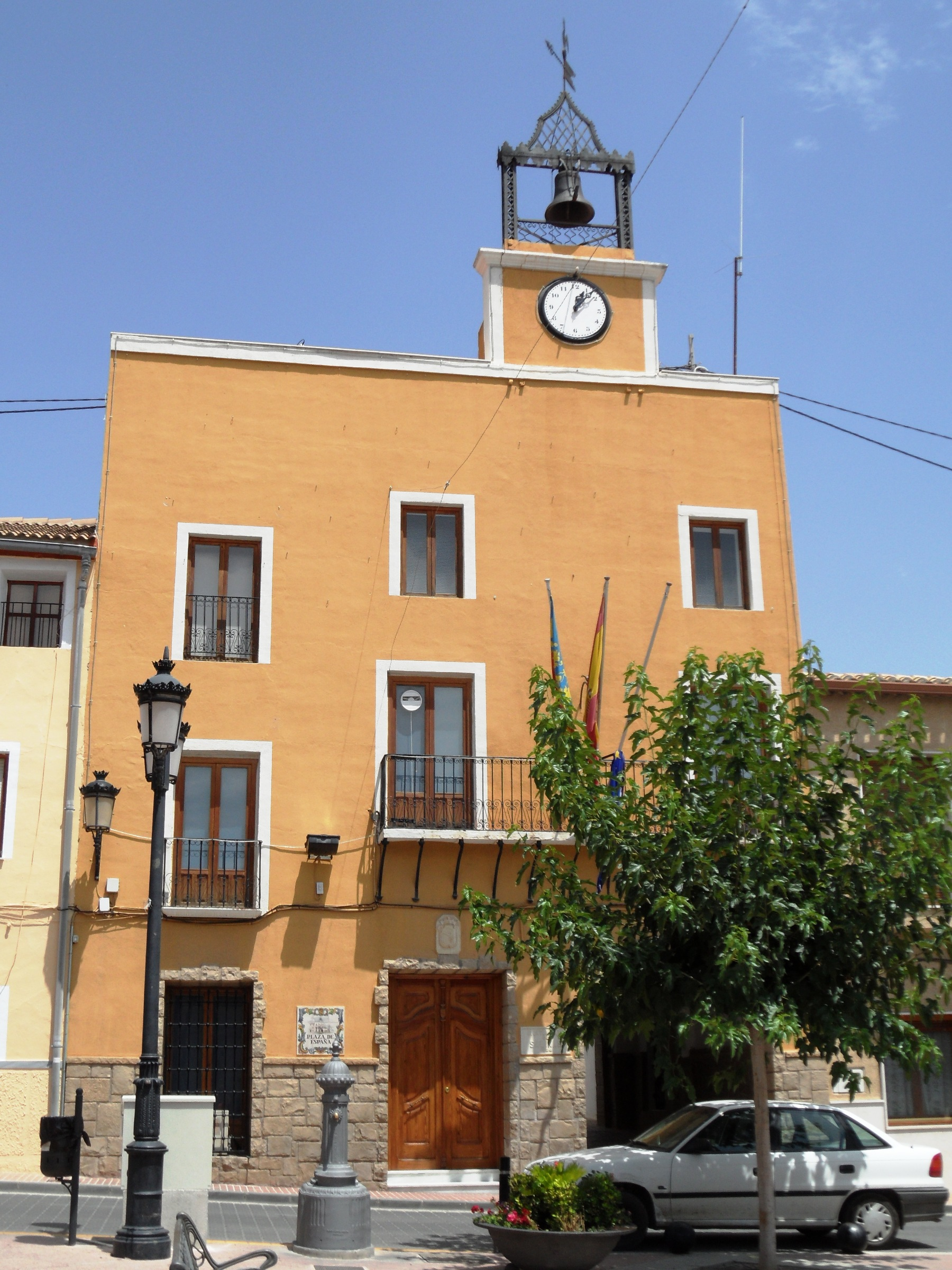
Муніципальна рада
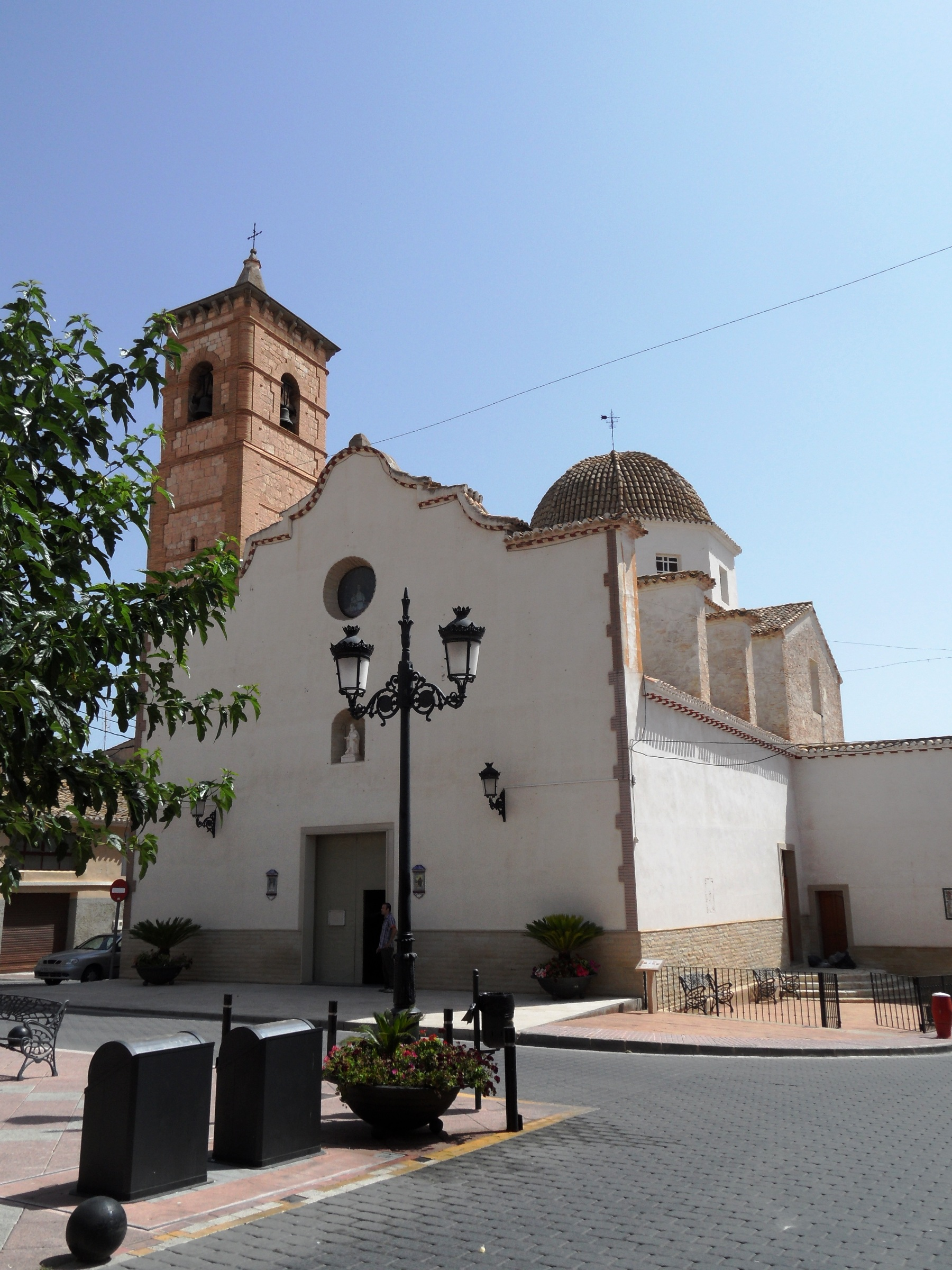
Парафіяльна церква Сан-Антоніо-Абад